# Croix de cimetière de Saint-Laurent-sur-Oust
La croix de cimetière de Saint-Laurent-sur-Oust est érigée au cimetière de Saint-Laurent-sur-Oust, dans le Morbihan.

## Historique
La croix de cimetière de Saint-Laurent-sur-Oust, fait l’objet d’une inscription au titre des monuments historiques depuis le 15 juin 1925.

## Architecture
Le fût de la croix est en granit taillé en forme ronde.